# A1 Marruecos

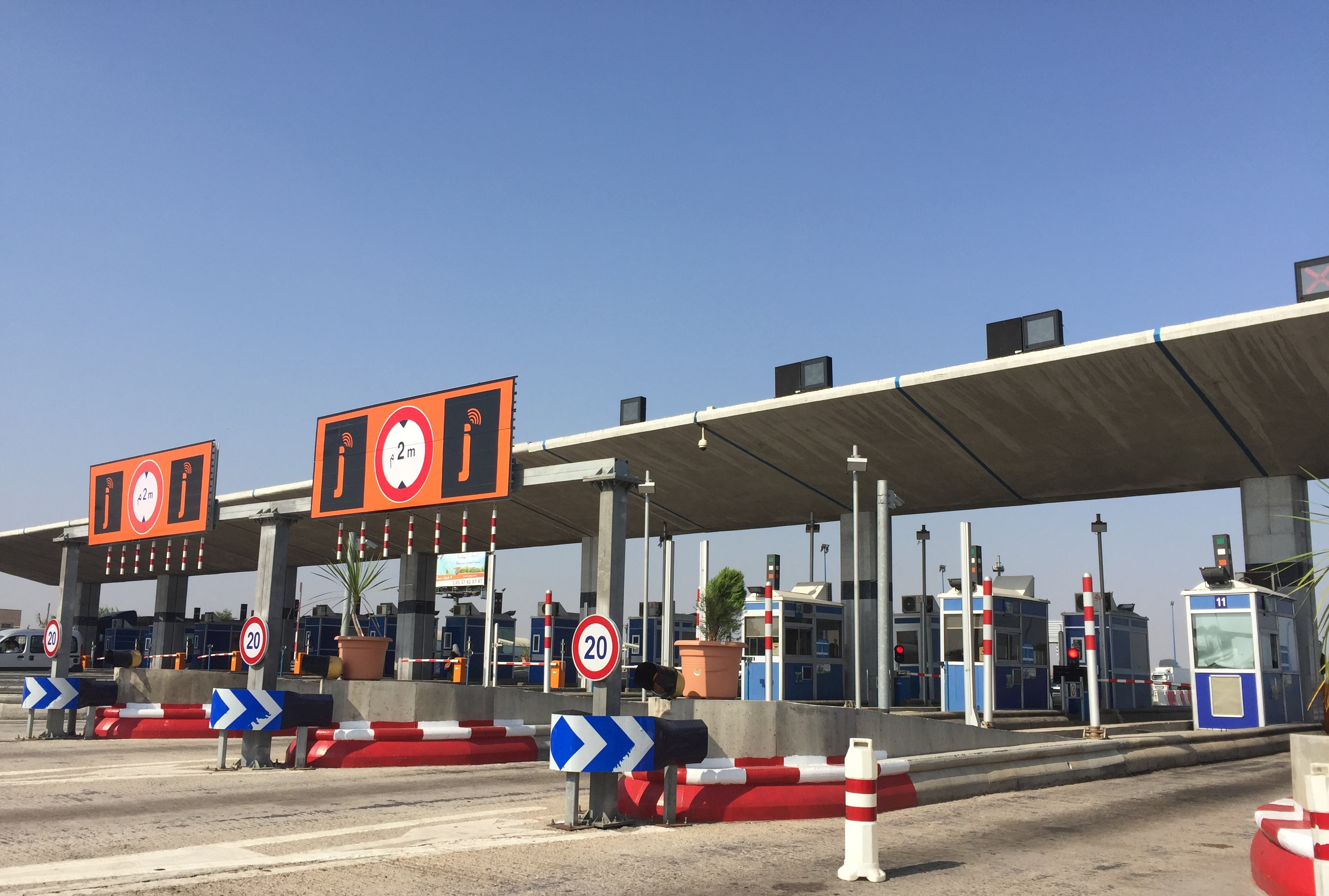
Peaje en Kenitra

La Autopista del Norte o A5 es una autopista marroquí que tiene su inicio en el Tánger Med, y termina como autopista en el enlace A5-A1, en las proximidades de Rabat. Sirve como alternativa de peaje a la carretera N1 marroquí en el tramo Rabat-Tánger.

## Descripción
La autopista supone el principal eje de comunicación de Marruecos y de todo el oeste de África con el continente europeo a través de España. Al llegar a Tánger, los vehículos que se dirigen a España deben proseguir por la Autopista del Estrecho hacia el puerto de Tánger Med, donde se coge el ferry que enlaza con Algeciras (España), y la Unión Europea.

## Tramos
| Denominación | Tramo                        | Estado (2016)      | Kilómetros |
| ------------ | ---------------------------- | ------------------ | ---------- |
| A1           | Circunvalación de Rabat - A1 | En servicio (2016) | 42         |
| A5           | Rabat – Kenitra              | En servicio (1995) | 40         |
| A5           | Kenitra – Larache            | En servicio (1996) | 110        |
| A5           | Larache – Sidi El Yamani     | En servicio (1999) | 28         |
| A5           | Sidi El Yamani – Arcila      | En servicio (2002) | 15         |
| A5           | Arcila – Tánger              | En servicio (2005) | 30         |

## Salidas A5
| A5 Autoroute A5 Tanger Med - Rabat |                                                            |      |      |
| Elemento                           | Nombre de Salida                                           | ↓km↓ | ↑km↑ |
| 54                                 | Ksar Sghir                                                 |      | +4   |
| 517                                | Peaje de Melloussa                                         |      | +17  |
|                                    | Área de servicio de Tanger                                 |      | +24  |
| 527                                | Tanger este / Tetouan / Puerto Tanger Ville - Tarifa       |      | +27  |
| 538                                | Ain Dalia / Tanger centro                                  |      | +38  |
| 550                                | A501 Tanger oeste                                          |      | +50  |
|                                    | Área de servicio de Assilah                                |      | +76  |
| 578                                | Assilah                                                    |      | +78  |
| 592                                | Tetouan / Sebta por la R417                                |      | +92  |
| 5110                               | Larache norte / Balneario Lixus                            |      | +110 |
|                                    | Área de servicio de Larache                                |      | +116 |
| 5119                               | Larache / Ksar Kebir / Ouezzane                            |      | +119 |
|                                    | Área de servicio de Moulay Bousselham                      |      | +148 |
| 5152                               | Moulay Bousselham / Souk El Arbaa / Ouezzane / Chefchaouen |      | +152 |
|                                    | Área de servicio de M'nasra                                |      | +183 |
| 5185                               | Sidi Allal Tazi                                            |      | +185 |
|                                    | Peaje de Kenitra norte                                     |      | +220 |
| 5224                               | Kenitra norte / Fes / Sidi Kacem por la N4                 |      | +224 |
| 5232                               | Al Massira / Kenitra este                                  |      | +232 |
| 5236                               | Kenitra centro / Sidi Allal El Bahraoui / Khemisset        |      | +236 |
|                                    | Peaje de Kenitra centro Área de servicio de Kenitra        |      | +236 |
| 5256                               | Sidi Bouknadel                                             |      | +256 |
| 5265A                              | Aeropuerto Rabat-Salé / Salé / Rabat                       |      | +265 |
| 5265B                              | A2 Fes / Oujda                                             |      | +265 |
| 5268                               | Technopolis norte                                          |      | +268 |
| 5270                               | Derivación 1 de Rabat-Salé : Sala Al Jadida / Rabat        |      | +270 |
| 5271                               | Sala Al Jadida / Technopolis sur                           |      | +271 |
|                                    | Peaje de Sala Al Jadida                                    |      | +274 |
|                                    | Puente Mohammed VI                                         |      | +277 |
| 5279                               | Oum Azza                                                   |      | +279 |
|                                    | Área de servicio                                           |      | +281 |
| 5289                               | El Menzeh / Rabat Souissi / Ain Aouda                      |      | +289 |
| 5295                               | Tamesna / Sidi Yahya Zaër / Temara                         |      | +295 |
|                                    | A1 Skhirat / Casablanca                                    |      | +308 |